# Zangra
Zangra est une entreprise belge basée à Beauraing en Belgique.
Fondée en 2008 par Eve Van Dyck et Thierry Donnay, la marque est spécialisée dans la vente en ligne d'objets déco et luminaires,.

## Histoire
- 2008 Fondation de l'entreprise

- 2017 Ouverture d'un showroom à Anvers (2017-2020)

- 2019 Déménagement dans de nouveaux locaux à Beauraing

- 2021 Ouverture d'un showroom dans leurs locaux à Beauraing

- 2024 Ouverture d'un shop à Bruxelles